# عيني بترف (فلم)
عيني بترف فيلم كوميدي، غنائي، استعراضي مصري لعام 1950، من تأليف، وسيناريو، وحوار، وإخراج عباس كامل. الفيلم من بطولة تحية كاريوكا، وكارم محمود، وسعاد مكاوي، ويروي قصة الرسام أنور عندما التقى بالشابة حميدة، وسعى لرسمها في لوحات فنية، ويتفق معها على العمل كموديل له في مقابل مناصفة عائد بيع اللوحات. ولكن حينما يُعْجَب بها أحد الأثرياء، ويرغب في الزواج منها، تمتنع بسبب حبها للرسام، الذي لا يعيرها أي اهتمام.
صدر الفيلم إلى دور العرض المصرية في 6 نوفمبر 1950.
منح موقع قاعدة بيانات الأفلام على الإنترنت (IMDB) الفيلم درجة 4.8/ 10.
منح موقع قاعدة بيانات الأفلام العربية «السينما.كوم» الفيلم درجة 5.1/ 10.

## طاقم التمثيل
تحية كاريوكا: في دور حميدة.
كارم محمود: في دور أنور (الرسام)
سعاد مكاوي: في دور بلية.
حسن فايق: في دور شعيب بك.
محمود المليجي: في دور المعلم مخلوف.
إلياس مؤدب: في دور لوسي كولور.
محمد كمال المصري (شرفنطح): في دور عم لذيذ.
محمود لطفي: في دور والد حميدة.
سلوى سالم: في دور سعدية (شقيقة فتحية).
زكي محمد علي: في دور زكي الحرامي.
ماري باي باي: في دور بهيجة محمد علي.
بالاشتراك مع: لولا صدقي – جمالات زايد – رياض القصبجي – كيتي – محمد البكار – طوسون معتمد – بترو طنوس - عبد العليم خطاب – عبد الحميد زكي – محسن حسنين – ميمي عزيز.

## أحداث الفيلم
يعيش الرسام أنور (كارم محمود) في حارة صريع الغواني، يرسم اللوحات ويبيعها للمعارض الفنية، ولكنها لا تلقى رواجًا، ويعجز عن سداد إيجار غرفته. يهدد صاحب البيت (عبد الحميد زكي) الرسام بالطرد، وجاره الموسيقار المفلس «لذيذ» أفندي (شرفنطح) يبذل جهدًا بالرقص والغناء مع ابنة صاحب البيت بلية (سعاد مكاوي) لتتغاضى عن طلب الإيجار.
تعمل حميدة (تحية كاريوكا)، بائعة الفجل، موديلاً لأنور، وتحبه وترعى والدها الكفيف (محمود لطفي) وأختها الصغيرة سعدية (سلوى سالم) ويسعى للزواج بها العاطل مخلوف (محمود المليجى)، وهى تصده.
يسعى شعيب بك (حسن فايق) الثري، للزواج للمرة الثامنة، حيث تزوج سبع مرات من قبل، وهو هاوى لموديلات الرسامين، كلما رأى لوحة في معرض، يسأل عن الموديل، وحدث أن رأى حميدة في لوحة، فطلب من أنور أن يرسم له لوحة على حائط في منزله بشرط أن تكون للموديل حميدة، ومنحه مبلغًا كبيرًا. ترفض حميدة طلب أنور، ويحاول معها لذيذ دون جدوى، فقد كانت تخاف أن تخلع ملابسها في بيت لا تعرفه. يحاول مدرب الرقص أن تحل بطلة فرقته لولا (لولا صدقي) محل حميدة، ولكن أنور يرفض. يتمكن شعيب بك من إقناع حميدة بالحضور، وحينما تخلع ملابسها ليرسمها أنور يستولى مخلوف على ملابسها الداخلية، ويهدد بفضحها إن لم تتزوجه.
تتشاجر لولا مع حميدة، وتتحداها في الرقص على المسرح، وتقبل حميدة التحدى.
يجلس مخلوف على القهوة منتظرًا حضور أعمام حميدة (رياض القصبجى، وعبد العليم خطاب) لإتمام الزواج ومعه ملابسها الداخلية في لفافة، ولكن سعدية شقيقة حميدة تطلب من السيدة الشرسة حناكش (جمالات زايد) مساعدتها في استعادة ملابس حميدة. تلقي حناكش ماء مغلي على القهوة، وتسقط اللفافة من مخلوف وتستبدلها سعدية بأخرى. ترفض حميدة، في حضور المأذون، الزواج لأن مخلوف مجنون، وحين يفتح اللفافة لفضحها يجد بداخلها الفجل، ويتعرض للضرب يتوب على إثرها، ويعلن استعداده لمساعدة حميدة في تحديها مع لولا. يستأجر لوسى كولور جمهور من البلطجية للتشويش على حميدة، وتشجيع لولا، ويعاونهم الخائن لذيذ من أجل المال، ولكن مخلوف يسلمه إلى حناكش لتحتجزه عندها ليعجن لها العجين. يذهب الجميع للمسرح حيث يهددوا لوسي ومن معه، وتنال حميدة الاستحسان من الجميع، ويعرض عليها لوسي كولور العمل بالمسرح بأجر خيالي مقابل الزواج به، كما يعرض عليها شعيب فيلا كبيرة، ومال مقابل أن تتزوجه.
تطلب حميدة من الجميع الحضور إلى منزلها ومقابلة والدها وطلبها منه. تدعي حميدة أن (وابور الجاز) انفجر في وجهها وتشوهت، مما دعا شعيب، ولوسي للهروب بينما يتقدم أنور للزواج منها رغم تشوه وجهها، وهنا تعلن حميدة أن وجهها سليم وأن أنور هو أحق بالزواج منها. يقول شعيب «اختيارك صحيح، لأن أنور هو المحب الحقيقي»، ويمنحها الفيلا هدية، كما يمنحها لوسي عقد العمل، ويتزوج أنور من حميدة.

## أغاني الفيلم
إيجـار البيت: غناء سعاد مكاوي، وشرفـنطح، كلمات فتحي قورة، ألحان محمود الشريف.
يا سي أنور: غناء كارم محمود، كلمات فتحي قورة، ألحان محمود الشريف.
الكرات: غناء كارم محمود، كلمات فتحي قورة، ألحان محمود الشريف.
البار: غناء كارم محمود، كلمات فتحي قورة، ألحان محمود الشريف.
جاني رسول الحبيب: غناء كارم محمود، وسعاد مكاوي، وتحية كاريوكا، كلمات فتحي قورة، ألحان محمود الشريف.
أنا رقاصة: غناء كارم محمود، وسعاد مكاوي، وتحية كاريوكا، كلمات فتحي قورة، ألحان محمود الشريف.
زي القـمر: غناء كارم محمود، وسعاد مكاوي، وتحية كاريوكا، كلمات فتحي قورة، ألحان محمود الشريف.
إفرسيه: غناء سعاد مكاوي، كلمات فـتحي قورة، ألحان محمد البكار.
عيني بترف: غناء كارم محمود، وسعاد مكاوي، كلمات فتحي قورة، وألحان محمود الشريف.

## روابط خارجية
- مقالات تستعمل روابط فنية بلا صلة مع ويكي بيانات